# Planetary Annihilation
Planetary Annihilation è un videogioco strategico in tempo reale per computer in sviluppo da Uber Entertainment. La maggior parte del team che si occupa del suo sviluppo ha fatto parte degli sviluppatori di Total Annihilation e Supreme Commander.
Il gioco è uscito dall'accesso anticipato su Steam il giorno 5 settembre 2014

## Modalità di gioco
In un'intervista con le riviste PC Gamer e Joystiq, lo sviluppatore capo Jon Mavor ha detto che la complessità e il tempo di gioco possono variare da mezzora a varie ore, con partite che vanno da 2 fino a 40 giocatori. Planetary Annihilation include un sistema di mappe a base di pianeti e asteroidi con caratteristiche differenti. I giocatori potranno conquistare altri pianeti e persino interi sistemi solari su mappe che possono comprendere centinaia di mondi grazie alla modalità di guerra galattica. La distruzione di pianeti tramite asteroidi, è una delle priorità di Uber Entertainment. Gli sviluppatori del gioco hanno anche dichiarato che Planetary Annihilation ricorderà il gioco strategico del 1997, Total Annihilation visto che è focalizzato sul "Macro gameplay" e non sul "Micro gameplay".

## Sviluppo
Jon Mavor creò il motore grafico di Total Annihilation. Era anche il programmatore capo di Supreme Commander. Lo stile artistico del gioco è stato creato da Steve Thompson, che precedentemente ha lavorato allo stile di Total Annihilation e Supreme Commander. Il doppiatore John Patrick Lowrie, che ha doppiato tutte le narrazioni per Total Annihilation, doppia anche le narrazioni di Planetary Annihilation.
Secondo Mavor, mentre la visualizzazione del gioco iniziò a maggio 2012, solo tre mesi prima dell'annuncio del gioco; il concetto del gioco era in sviluppo già da tre anni, a quel tempo. In più, i server e il motore grafico del gioco erano in sviluppo da alcuni anni prima dell'annuncio del gioco, con alcuni server che erano già connessi ad UberNet, il terminale di Uber Entertainment.

## La raccolta fondi di Kickstarter
Invece che accettare le varie proposte di finanziamento, gli sviluppatori di Planetary Annihilation, decisero di creare una raccolta fondi sul noto sito Kickstarter. Rivelarono il gioco al pubblico il 15 agosto 2012, con il loro obbiettivo della raccolta fondi a $900,000. Il video concept usato per la campagna di raccolta fondi ci impiegò circa tre mesi per andare dall'iniziale disegno su carta all'animazione finale.
Quando la campagna iniziò, le donazioni arrivarono velocemente, raggiungendo $450,000 nel quinto giorno della campagna. Il 22 agosto, Uber Entertainment annunciò il primo set di obbiettivi aggiuntivi della campagna Kickstarter, componenti aggiuntive del gioco che vengono sviluppate se la raccolta fondi supera l'obbiettivo iniziale. Mentre la campagna avanzava, vennero rialsciati obbiettivi aggiuntivi, come le unità navali al raggiungimento di 1.1 milioni di dollari, giganti gassosi e basi orbitali al raggiungimento di 1.3 milioni di dollari, pianeti metallici e lavici al raggiungimento di 1.5 milioni di dollari, la modalità "Guerra Galattica" al raggiungimento di 1.8 milioni di dollari, una colonna sonora orchestrale al raggiungimento di 2 milioni di dollari, e un documentario sullo sviluppo del gioco al raggiungimento di 2.1 milioni di dollari.
Il quindicesimo giorno della campagna kickstarter, Planetary Annihilation raggiunse l'obbiettivo iniziale di $900,000, e alla conclusione della campagna il 14 settembre 2012 Planetary Annihilation raggiunse approssimativamente $2,228,000 via Kickstarter e un'addizionale $101,000 via PayPal. Quindi, ogni obbiettivo aggiuntivo fu raggiunto.
Planetary Annihilation è l'undicesimo progetto ad aver superato il milione di dollari raccolti su kickstarter, confermando la grande popolarità dei videogiochi sul sito.

## Pubblicazione
La versione alpha fu pubblicata l'8 giugno 2013 per i donatori di livello alpha, con l'accesso anticipato di steam dal 13 giugno 2013.
La versione beta fu resa disponibile il 26 settembre 2013 e fu distribuita in seguito ad ogni donatore kickstarter il 19 novembre 2013. Il 6 dicembre 2013, il lancio ufficiale del gioco fu rinviato. Gli sviluppatori si aspettano che il gioco sia completo all'inizio nel 2014
La pubblicazione della versione completa del gioco è stato annunciato per il 5 settembre 2014.
Il gioco è stato accolto con sentimenti misti: i critici hanno valutato positivamente la natura rivoluzionaria del gioco e l'Intelligenza Artificiale, ma hanno ricevuto con opinioni piuttosto negative l'interfaccia grafica e il tutorial, ritenuto largamente insufficiente.